# Brick by Brick
Brick by Brick är ett musikalbum inspelat av Iggy Pop som gavs ut 1990.
"Livin' On the Edge of the Night" fanns med på soundtracket till filmen Black Rain (1989). Den största hiten från albumet var "Candy", en duett med The B-52's-sångerskan Kate Pierson, som blev 28:a på Billboard Hot 100.
Bland musikerna på albumet finns bland annat Slash och Duff McKagan från Guns N' Roses.

## Låtlista
Låtar där inget annat anges är skrivna av Iggy Pop.
1. "Home" - 4:00
2. "Main Street Eyes" - 3:41
3. "I Won't Crap Out" - 4:02
4. "Candy" - 4:13
5. "Butt Town" - 3:34
6. "The Undefeated" - 5:05
7. "Moonlight Lady" - 3:30
8. "Something Wild" (John Hiatt) - 4:01
9. "Neon Forest" - 7:05
10. "Starry Night" - 4:05
11. "Pussy Power" - 2:47
12. "My Baby Wants to Rock & Roll" (Iggy Pop/Slash) - 4:46
13. "Brick by Brick" - 3:30
14. "Livin' On the Edge of the Night" (Jay Rifkin) - 3:38

## Medverkande
- Iggy Pop - Akustisk gitarr, sång, gitarr
- David Lindley - Bouzouki, gitarr, saxofon, fiol, mandolin
- Chuck Domanico - Akustisk Bas
- Jamie Muhoberac - Keyboards, orgel, piano
- Kenny Aronoff - trummor
- John Hiatt - Sång
- Waddy Wachtel - Gitarr, akustisk gitarr
- Charley Drayton - Bas
- Ed Cherney - Sång
- David McMurray - Saxofon
- Sir Harry Bowens, Sweet pea Atkinson, Donald Ray Mitchell - Sång
- Slash - Gitarr
- Duff McKagan - Bas
- Alex Brown - Sång
- Kate Pierson - Sång
- The Leeching Delinquents - Sång